# CD31
مجموعه تمایزی ۳۱ (انگلیسی: Cluster of Differentiation 31) یا به‌اختصار «CD31» که با نامِ «ملکول چسبندگی سلول آندوتلیوم پلاکت» (PECAM-1) هم شناخته می‌شود، پروتئینی است که در انسان توسط ژن «PECAM1» کُد می‌شود و این ژن، بر روی کروموزوم ۱۷ واقع است.
نقش مهم این ملکول، برداشتن نوتروفیل‌های پیر از بدن است.
این پروتئین در سطح نوتروفیل‌ها، پلاکت‌ها، مونوسیت‌ها، برخی انواع لنفوسیت‌های تی و بخش بزرگی از اتصالات بین‌سلولیِ اندوتلیوم وجود دارد.
این مولکول همچنین در برخی از انواع سرطان‌ها همچون تومورهای عروقی، اپیتلوئید همانژیواندتلیوما، تومورهای هیستولیتیک و پلاسماسیتوما بیان می‌شود. به ندرت ممکن است CD31 در برخی از انواع سارکوم‌ها (همچون سارکوم کاپوسی) و کارسینوماها هم وجود داشته باشد.